# Diocesi di Bata
La diocesi di Bata (in latino Dioecesis Bataensis) è una sede della Chiesa cattolica in Guinea Equatoriale suffraganea dell'arcidiocesi di Malabo. Nel 2022 contava 78.900 battezzati su 114.000 abitanti. La sede è vacante.

## Territorio
La diocesi si trova nella parte occidentale della Guinea Equatoriale continentale e comprende la Provincia Litorale.
Sede vescovile è la città di Bata, dove si trova la cattedrale della Madonna del Pilar.
Il territorio è suddiviso in 26 parrocchie.

## Storia
Il vicariato apostolico di Rio Muni fu eretto il 9 agosto 1965 con la bolla Qui summi Dei di papa Paolo VI, ricavandone il territorio dal vicariato apostolico di Fernando Poo (oggi arcidiocesi di Malabo).
Il 3 maggio 1966 il vicariato apostolico è stato elevato a diocesi di Bata con la bolla Christi mandatum del medesimo papa Paolo VI.
Il 10 ottobre 1989, con la lettera apostolica Fidelem populum, papa Giovanni Paolo II ha confermato la Beata Maria Vergine Assunta in cielo patrona della diocesi.
Il 15 ottobre 1982 e il 1º aprile 2017 ha ceduto porzioni del suo territorio a vantaggio dell'erezione rispettivamente della diocesi di Ebebiyín e della diocesi di Evinayong.

## Cronotassi dei vescovi
Si omettono i periodi di sede vacante non superiori ai 2 anni o non storicamente accertati.
- Rafael María Nze Abuy † (9 agosto 1965 - 9 maggio 1974 dimesso)
  - Sede vacante (1974-1980)
- Rafael María Nze Abuy † (26 giugno 1980 - 15 ottobre 1982[3] nominato arcivescovo di Malabo) (per la seconda volta)
- Anacleto Sima Ngua † (19 novembre 1982 - 11 maggio 2002 dimesso)
- Juan Matogo Oyana, C.M.F. (11 maggio 2002 - 10 dicembre 2024 ritirato)
  - Miguel Ángel Nguema Bee, S.D.B.,[1] dal 10 dicembre 2024 (amministratore apostolico)

## Statistiche
La diocesi nel 2022 su una popolazione di 114.000 persone contava 78.900 battezzati, corrispondenti al 69,2% del totale.
| anno | popolazione | popolazione | popolazione | presbiteri | presbiteri | presbiteri | presbiteri                | diaconi | religiosi | religiosi | parrocchie |
| anno | battezzati  | totale      | %           | numero     | secolari   | regolari   | battezzati per presbitero | diaconi | uomini    | donne     | parrocchie |
| ---- | ----------- | ----------- | ----------- | ---------- | ---------- | ---------- | ------------------------- | ------- | --------- | --------- | ---------- |
| 1970 | 170.000     | 185.000     | 91,9        | 31         | 13         | 18         | 5.483                     |         | 18        | 41        |            |
| 1980 | 170.700     | 185.000     | 92,3        | 25         | 10         | 15         | 6.828                     |         | 28        | 95        | 15         |
| 1990 | 125.000     | 131.241     | 95,2        | 36         | 19         | 17         | 3.472                     | 1       | 35        | 59        | 15         |
| 1996 | 140.282     | 140.547     | 99,8        | 50         | 27         | 23         | 2.805                     | 1       | 38        | 91        | 14         |
| 2001 | 136.642     | 136.822     | 99,9        | 47         | 24         | 23         | 2.907                     | 1       | 41        | 64        | 26         |
| 2002 | 136.642     | 136.822     | 99,9        | 61         | 38         | 23         | 2.240                     | 2       | 56        | 64        | 30         |
| 2004 | 136.642     | 136.822     | 99,9        | 61         | 37         | 24         | 2.240                     | 2       | 62        | 89        | 27         |
| 2006 | 141.000     | 142.000     | 99,3        | 65         | 41         | 24         | 2.169                     | 2       | 61        | 86        | 26         |
| 2007 | 144.000     | 145.800     | 98,8        | 62         | 38         | 24         | 2.322                     | 2       | 61        | 86        | 26         |
| 2012 | 116.500     | 167.000     | 69,8        | 73         | 47         | 26         | 1.595                     | 1       | 49        | 59        | 28         |
| 2015 | 126.200     | 181.500     | 69,5        | 79         | 53         | 26         | 1.597                     |         | 61        | 75        | 31         |
| 2017 | 76.200      | 109.910     | 69,3        | 56         | 38         | 18         | 1.360                     |         | 61        | 44        | 18         |
| 2018 | 78.500      | 113.230     | 69,3        | 75         | 54         | 21         | 1.046                     | 1       | 48        | 44        | 27         |
| 2020 | 84.200      | 121.500     | 69,3        | 77         | 56         | 21         | 1.093                     | 1       | 50        | 44        | 27         |
| 2022 | 78.900      | 114.000     | 69,2        | 74         | 52         | 22         | 1.066                     | 1       | 49        | 46        | 26         |